# フラッシュ赤羽ボクシングジム
フラッシュ赤羽ボクシングジム（フラッシュあかばねボクシングジム）は、東京都北区赤羽にあるボクシングジムである。

## 概要
東京都北区赤羽に設立されたボクシングジム。
ジムの会長は、川島勝。

## 主な所属選手

### 現役選手
- ジロリアン陸
- 長尾朋範（現WBOアジアパシフィックフライ級王者）

### 引退選手
- 長瀬慎弥（第34代日本スーパーライト級王者）
- 村中優（第54代日本フライ級王者）
- 清田祐三（第15代・第16代OPBF東洋太平洋スーパーミドル級王者）
- 四ヶ所麻美（初代OPBF東洋太平洋女子フライ級王者）